# Cynontodium strictum
Cynontodium strictum là một loài rêu trong họ Ditrichaceae. Loài này được Sw. ex F. Weber & D. Mohr Mitt. mô tả khoa học đầu tiên năm 1869.